# 奧克格羅夫鎮區 (阿肯色州洛諾克縣)
奧克格羅夫鎮區（英語：Oak Grove Township）是位於美國阿肯色州洛諾克縣的一個行政鎮區。

## 地方資料
奧克格羅夫鎮區的面積為55.18平方千米，當中陸地面積為55.15平方千米，而水域面積為0.03平方千米。根據2010年美國人口普查的數據，當地共有人口4154人，而人口密度為每平方千米75.28人。